# Jurij Michajlov
Jurij Matvejevitj Michajlov (ryska: Юрий Матвеевич Михайлов), född 25 juli 1930 i Ulitino, död 15 juli 2008 i Tver, var en sovjetisk skridskoåkare.
Michajlov blev olympisk guldmedaljör på 1 500 meter vid vinterspelen 1956 i Cortina d'Ampezzo.